# Stortjärnen (Idre socken, Dalarna, 685584-134615)
Stortjärnen är en sjö i Älvdalens kommun i Dalarna och ingår i Dalälvens huvudavrinningsområde.